# Moulinet (Alpes-Maritimes)
Moulinet (okzitanisch O Morinhet, italienisch Molinetto) ist eine französische Gemeinde im Département Alpes-Maritimes in der Region Provence-Alpes-Côte d’Azur. Sie gehört zum Arrondissement Nizza und zum Kanton Contes. Die Bewohner nennen sich Moulinois.

## Geographie
Die Gemeinde liegt in den französischen Seealpen und grenzt im Nordosten an Breil-sur-Roya, im Südosten an Sospel, im Südwesten an Lucéram, im Westen an Lantosque und im Nordwesten an La Bollène-Vésubie.  Die Bévéra entspringt an der Gemeindegrenze zu Breil-sur-Roya und passiert anschließend den Dorfkern.

## Bevölkerungsentwicklung
| Jahr      | 1962 | 1968 | 1975 | 1982 | 1990 | 1999 | 2008 | 2014 |
| --------- | ---- | ---- | ---- | ---- | ---- | ---- | ---- | ---- |
| Einwohner | 286  | 265  | 220  | 164  | 193  | 249  | 216  | 268  |

## Wirtschaft
In Moulinet spielt der Tourismus eine wichtige Rolle (Wintersportgebiet Turini-Camp d’Argent).